# Democrinus aoteanus
Democrinus aoteanus is een haarster uit de familie Bourgueticrinidae.
De wetenschappelijke naam van de soort werd in 1973 gepubliceerd door Donald George McKnight.